# هانس زاك
هانس زاك (بالألمانية: Hans Zach)‏ هو لاعب هوكي الجليد ألماني، ولد في 30 مارس 1949 في باد تولتس في ألمانيا.

## وصلات خارجية
- هانس زاك على موقع EliteProspects.com (الإنجليزية)
- هانس زاك على موقع Eurohockey.com (الإنجليزية)
- هانس زاك على موقع HockeyDB.com (الإنجليزية)
- هانس زاك على موقع أوليمبيديا (الإنجليزية)